# Acanthixalus sonjae
Espèce
Statut de conservation UICN

 NT  : Quasi menacé
Acanthixalus sonjae est une espèce d'amphibiens de la famille des Hyperoliidae.

## Répartition

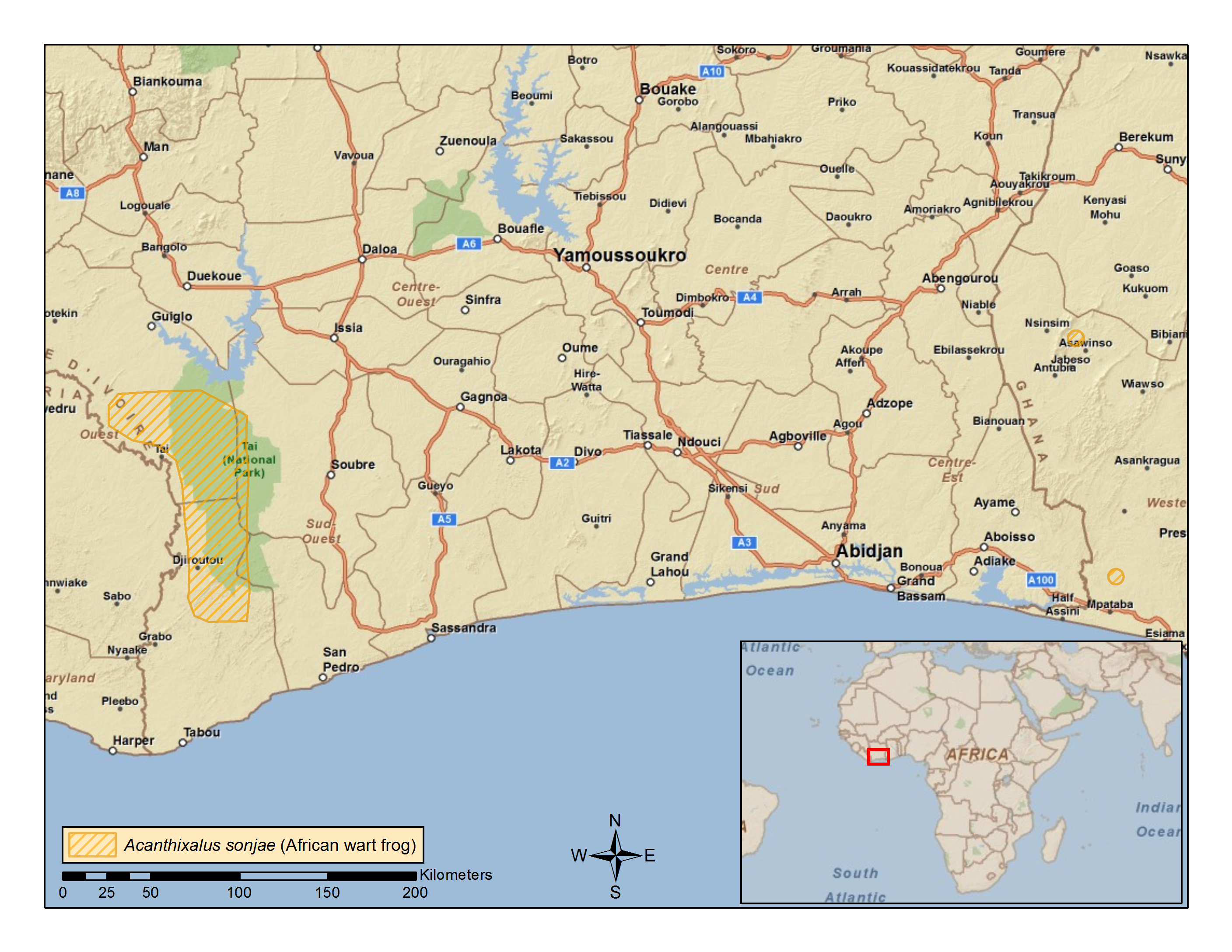
Répartition.

Cette espèce est endémique de l'Afrique australe. Elle se rencontre dans le parc national de Taï en Côte d'Ivoire et dans le Sud-Ouest du Ghana. Elle pourrait être présente au Liberia,.

## Habitat
Acanthixalus sonjae est confiné dans la forêt tropicale primaire et secondaire, où il vit dans de très grands trous d'arbre, un microhabitat rare mais dont il est dépendant, et dans lesquels il se reproduit.
Il est actuellement menacé par la dégradation de son habitat (déforestation). 

## Étymologie
Son nom est dédié à Sonja Wolters.

## Publication originale
- Rödel, Kosuch, Veith & Ernst, 2003 : First Record of the Genus Acanthixalus Laurent, 1944 from the Upper Guinean Rain Forest, West Africa, with the Description of a New Species. Journal of Herpetology, vol. 37, no 1, p. 43-52 (texte intégral).